# Ol'ga Preobraženskaja
Ol'ga Iosifovna Preobraženskaja, nota in Francia come Olga Preobrajenska (in russo О́льга Ио́сифовна Преображе́нская?; San Pietroburgo, 21 gennaio 1871 – Parigi, 27 dicembre 1962), è stata una ballerina e insegnante russa del Balletto Imperiale Russo e una nota maestra di danza.

## Biografia
Nacque a San Pietroburgo.

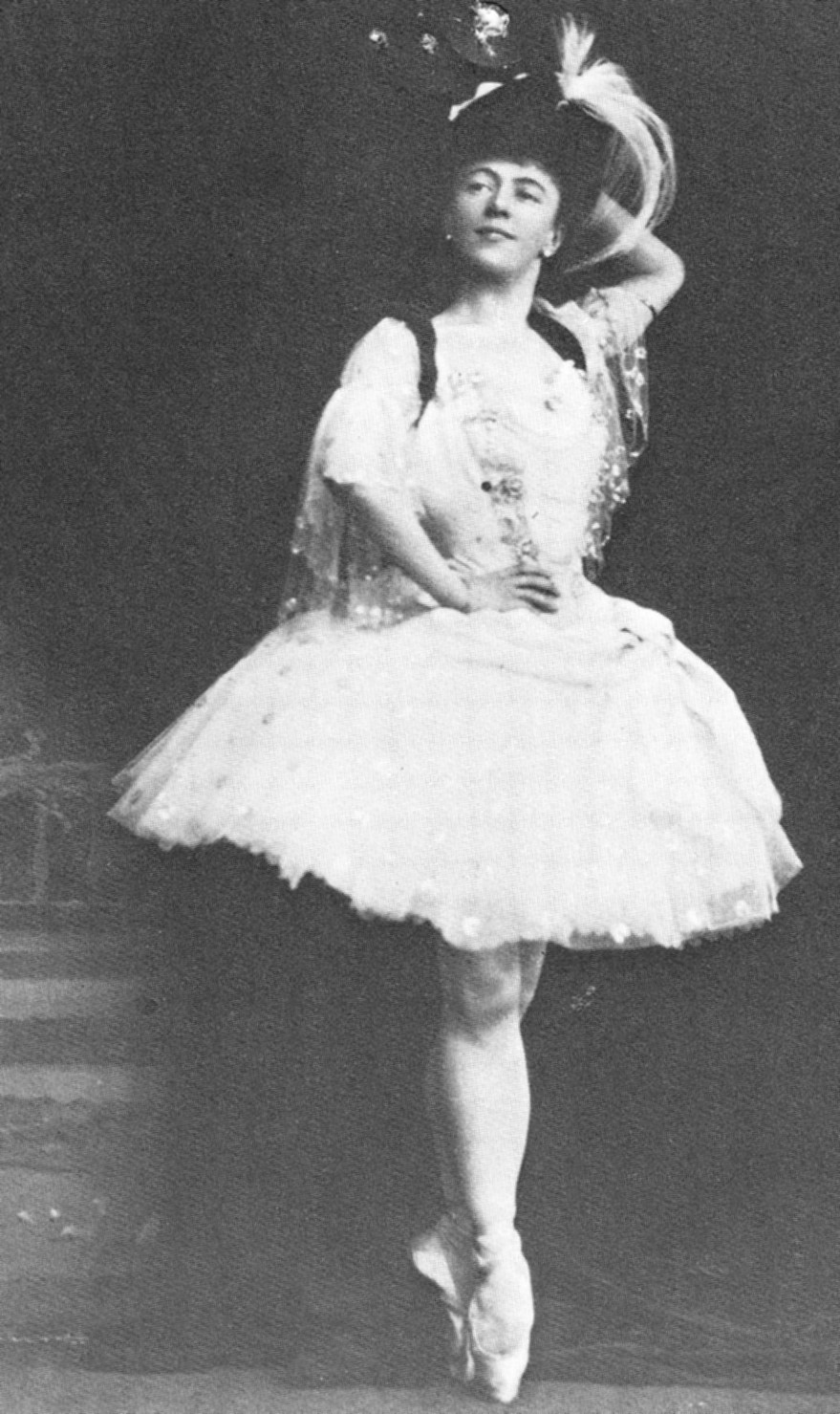
Preobraženskaja, 1903

Ol'ga, nata fragile e con la spina dorsale storta, era un'improbabile prima ballerina. Ma lei sognava di diventare una danzatrice e per anni i suoi genitori cercarono invano di iscriverla alla scuola di danza. Il comitato di selezione ogni volta la respingeva come candidata. Ma dopo tre anni di tentativi, i suoi genitori riuscirono e Ol'ga, a 8 anni, entrò nella Scuola Imperiale di Balletto nel 1879.
Nonostante i suoi difetti fisici, la Preobraženskaja si sviluppò con l'addestramento dei maestri istruttori Marius Petipa, Lev Ivanov e Anna Johansson. Sviluppò una extrarotazione e una punta di piede eccellenti, anche se la sua schiena curva rimaneva fastidiosa. Era anche naturalmente espressiva, portando nuova vita ad un repertorio "trito" ed esibiva la desiderata morbidezza e grazia di una ballerina.
Oltre al suo amore per la danza, la Preobraženskaja aveva una musicalità che gli faceva seguito; studiava canto, eseguiva arie d'opera e suonava il piano magistralmente.
Nel 1892, fece il suo debutto in Kalkabrino, la prima delle sue numerose esibizioni in creazioni di Petipa, che comprendeva Barbablù (1896), Les Millions d'Arlequin (1900) e Les Saisons (1900). Si esibì anche in Sylvia di Ivanov e Gerdt (1901), in The Fairy Doll di Nikolaj e Sergej Legat (1903) e in La notte di Terpsichore e Chopiniana di Michail Fokin (1908).
Nel 1895 iniziò a fare apparizioni internazionali, tra cui a Parigi, Londra e negli Stati Uniti. Nel 1900 ottenne il titolo di prima ballerina. Uno dei suoi momenti migliori è stato ballare al famoso Teatro alla Scala di Milano. Ricevette il plauso della critica e l'adorazione del pubblico, non piccola impresa per una ballerina russa addestrata nella scuola italiana.
Quindi iniziò a prestare maggiore attenzione all'insegnamento del balletto; nel 1914 iniziò la sua carriera di insegnante a San Pietroburgo, dove tra i suoi allievi c'era Alexandra Danilova. Nel 1921, dopo la rivoluzione russa e l'instaurazione dell'Unione Sovietica, emigrò e insegnò per due anni a Milano, Londra, Buenos Aires e Berlino, prima di stabilirsi definitivamente a Parigi con la grande comunità bianca emigrata.
Per i successivi decenni fu una delle più importanti insegnanti di danza di Parigi, insegnando a Irina Michailovna Baronova, Tamara Toumanova e Igor Youskevitch. Alla fine si ritirò nel 1960; morì due anni dopo, all'età di 91 anni. Fu sepolta nella sezione ortodossa russa del Cimitero russo di Sainte-Geneviève-des-Bois.

## Allievi
- Alberto Alonso
- Irina Michailovna Baronova
- Maurice Béjart
- Alan Bergman
- Alexandra Danilova
- Adam Darius
- Tatiana Dokoudovska
- Vladimir Dokoudovsky[4]
- André Eglevsky
- Margot Fonteyn
- Paul Grinwis
- Maina Gielgud
- Serge Golovine
- Anna Kami
- Hélène Kirsova
- Lilian Lambert
- Milorad Miskovitch
- Yvonne Mounsey
- Nadia Nerina
- Nicholas Orloff[5]
- Igor Schwezoff
- Georges Skibine
- Wladimir Skouratoff[6]
- Daniel Spoerri
- Ludmila Tcherina
- Tamara Tchinarova
- Nina Tikhonova
- Tamara Toumanova
- Georgette Tsinguirides
- Micha van Hoecke
- Nina Vyroubova[7]
- Margarete Wallmann
- Belinda Wright
- Igor Youskevitch
- Nina Youskevitch
- Vera Zorina
- George Zoritch